# Зиболки
Зиболки (укр. Зіболки) — село в Жолковской городской общине Львовского района Львовской области Украины.
Население по переписи 2001 года составляло 1201 человек. Занимает площадь 31,75 км². Почтовый индекс — 80360. Телефонный код — 3252.

## История
В 1946 г. Указом ПВС УССР село Зиболки переименовано в Подлесное.
В 1991 г. селу возвращено историческое название.